# Eremiteninseln
Die Eremiteninseln, deutsch auch Einsiedlerinseln, Luf-Gruppe, Hermitinseln bzw. Agomes genannt (englisch Hermit Islands, spanisch Los Eremitaños), sind eine Gruppe kleinerer Inseln in den Westlichen Inseln im westlichen Bereich des Bismarck-Archipels und gehören zu Papua-Neuguinea. Sie erstrecken sich zwischen 144°56'–145°8' östlicher Länge und 1°26'–36' südlicher Breite.

## Geografie
Die Inseln sind vulkanischen Ursprungs. Sieben Inseln, darunter die fünf größeren der Gruppe (Jalun, Tset, South Gochonsipi, Luf, North Gochonsipi) sowie die drei kleinen Inseln Akib, Bcock und Maron liegen in der Lagune, während auf dem Saumriff 10 Koralleninseln liegen, wie es typisch für ein Atoll ist: Leabon, Pechu, Makan, Pianau, Kocheran und Amot im Süden, Tatahau, Kena und Mono im Nordwesten, sowie Pemei im Osten. Das Riff hat einige Durchfahrten in die Lagune. Die mit 244 m höchste Erhebung des Archipels liegt auf der Hauptinsel Luf.
Die einzige bewohnte Insel mit einer Bevölkerung von rund 200 Einwohnern ist Luf.

## Geschichte
1781 versuchte der spanische Seefahrer Francisco Mourelle mit der La Princessa, eine südliche Route von den Philippinen nach Mexiko zu finden. Auf dieser Reise kartierte er verschiedene Inseln der Eremiteninseln.

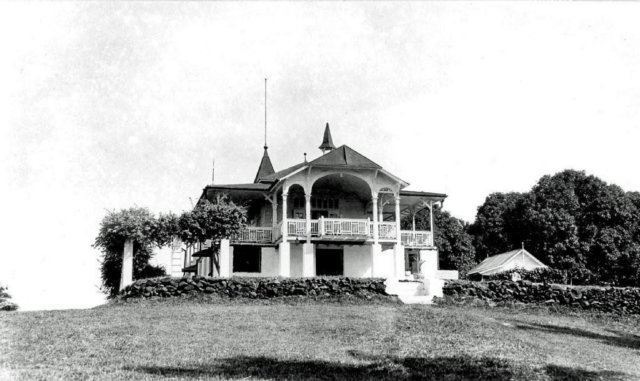
Wahlenburg, Maron island, vor 1914.

Die Inseln gehörten zwischen 1884 und 1918 zu der deutschen Kolonie Deutsch-Neuguinea. Die Handelsniederlassung Wahlenburg – eine mehrstöckige Villa im Kolonialstil  und die Poststation der Firma Heinrich Rudolph Wahlen GmbH – befand sich auf der Insel Maron, sie ist in den 1960er Jahren abgebrannt. Auf der Forschungsreise der Planet in den Jahren 1906 und 1907 erfolgte eine der ersten Vermessungen der Inseln.

## Liste der Inseln
Die 17 Inseln im Überblick und gruppiert nach Lage:
| South Reef                                                                                          | North West Reef          | East Reef      | Lagune |
| --------------------------------------------------------------------------------------------------- | ------------------------ | -------------- | --- |
| - Leabon - Pechu (Peegue) - Makan (Machan) - Pianau - Kocheran (Kochapiti, Kocherau) - Amot (Amota) | - Tatahau - Kenai - Mono | - Pemei (Pemé) | - Akib (Arkeb) - Maron (Maronn, Maroon, Moron) - Jalun (Djalum, Djalun, Geloon, Gelun) - Tset (Tet, Zet) - Luf (Louf, Lub, Luf-Atoll, Luf-luf, Lup) - North Gochonsipi - South Gochonsipi |

Jalun ist mit rund 244 Metern die höchste der Westlichen Inseln.